# LogMeIn Hamachi
A LogMeIn Hamachi egy központi vezérlésű freeware Virtuális magánhálózati (VPN) kliens, amely képes két NAT-olt számítógép között virtuális magánhálózatot létrehozni, miközben nem kell a hálózati útválasztóban más beállításokat eszközölni. Jelenleg Microsoft Windows, Mac OS X és Linux rendszerekre érhető el verziója. 2006. augusztus 8-án a LogMeIn felvásárolta a Hamachit. Két verziója létezik, a Free és a Premium. A program eredetileg angol nyelvű, de van hozzá magyar fordítás.

## Használata
A háromszög alakú gombra kattintva lehet választani, hogy már létező hálózatba akarunk bekapcsolódni, vagy új hálózatot akarunk-e létrehozni. A hálózat kódját beírva a játék LAN-lobbyjában játszhatunk az aktív tagokkal.

## A két változat összehasonlítása
A Free változat ingyenes, a Premium 30 napig ingyen használható, majd ezután évente kb. 49–299 USA dollárba kerül darabszámtól függően.
| Szolgáltatás | Free     | Premium    |
| --- | -------- | ---------- |
| Hálózat készítése | igen (5) | igen (256) |
| Hálózathoz való csatlakozás | igen     | igen       |
| Hálózat tagjainak maximális száma Egyidejűleg csatlakozhat ugyanahhoz a hálózathoz 5 Basic és 256 Premium licenccel rendelkező felhasználó.                                      | 5        | 256        |
| Legfeljebb ennyi hálózatnak lehet a tagja egy felhasználó (beleértve azokat is, amelyeknek a tulajdonosa)                                                                        | 64       | 256        |
| Hálózatok jelszavas védelme | igen     | igen       |
| Jelszó nélküli hálózatok | nem      | igen       |
| Hálózat lezárása A tulajdonos vagy egy adminisztrátor lezárhatja ideiglenesen a hálózatot.                                                                                       | nem      | igen       |
| Tag jóváhagyása Új tag csak a tulajdonos vagy egy adminisztrátor jóváhagyása után kap teljes jogosultságot a hálózathoz.                                                         | nem      | igen       |
| Tag kizárása A tulajdonos vagy egy adminisztrátor kizárhatja a hálózatból a tagot, de utána egyből visszacsatlakozhat.                                                           | igen     | igen       |
| Tag tiltása Egy listát lehet készíteni azokról a tagokról, amelyek semmiképpen nem tudnak csatlakozni a hálózathoz.                                                              | nem      | igen       |
| Hálózati adminisztrátorok beállítása | nem      | igen       |
| Hálózati üzenet | nem      | igen       |
| Titkosítatlan kommunikáció Ez csak a Premium-Premium tagok közti kommunikációra vonatkozik. Csak a Premium licenccel rendelkező tag tudja a titkosítást kikapcsolni a hálózaton. | nem      | igen       |

### Magyar oldalak
- Magyar Humachi oldal (faq, karbantartott szobák, fórum)
- Hamachi hivatalos oldala
- Beállítási segédlet Debian alapú Linux rendszerre (Pl.: Ubuntu)

### Külföldi oldalak
- Hamachi hálózatlista
- hamachi.cz
- PC File Transfer Archiválva 2009. december 8-i dátummal a Wayback Machine-ben
- VPN-hálózatra Hamachi VPN-hálózatra Hamachi